# Alan Ainscow
Alan Ainscow (Bolton, 15 luglio 1953) è un ex calciatore inglese, di ruolo centrocampista.

## Carriera
Ha giocato con Blackpool, Birmingham City, Everton, Barnsley, Eastern, Wolverhampton Wanderers, Blackburn Rovers, Rochdale e Horwich RMI.

## Palmarès
- Coppa anglo-italiana: 1[1][2]

Blackpool: 1971
- Full Members Cup: 1[3]

Blackburn: 1987